# قرار مجلس الأمن التابع للأمم المتحدة رقم 995
قرار مجلس الأمن التابع للأمم المتحدة رقم 995، المتخذ بالإجماع في 26 أيار / مايو 1995، بعد الإشارة إلى القرارات 621 (1988)، 658 (1990)، 690 (1991)، 725 (1991)، 809 (1993)، 907 (1994) و973 (1995)، أرسل المجلس بعثة إلى الصحراء الغربية ومدد ولاية بعثة الأمم المتحدة للاستفتاء في الصحراء الغربية حتى 30 يونيو 1995.
وقد عقد مجلس الأمن العزم على إجراء استفتاء حر ونزيه لتقرير مصير شعب الصحراء الغربية وفقا لخطة التسوية. وأُثني على التقدم المحرز في تحديد الناخبين المحتملين، لكن بعض الممارسات تعرقل جهود البعثة. وفي هذا السياق، تقرر إرسال بعثة إلى المنطقة لتسريع العملية. وسينظر في تمديد آخر لبعثة الأمم المتحدة للاستفتاء في الصحراء الغربية.

## روابط خارجية
- نص القرار في undocs.org